# Campeonato Argentino de Futebol de 2019–20 – Terceira Divisão (Primera B)
A Primera B do Campeonato Argentino de Futebol de 2019–20 foi a 81.ª temporada de uma competição de futebol realizada na Argentina, equivalente à terceira divisão do futebol argentino para os clubes afiliados diretamente à Associação do Futebol Argentino (AFA). A liga foi organizada pela própria Associação do Futebol Argentino (AFA), sendo composta por clubes da região metropolitana de Buenos Aires, daí o nome de Primera B Metropolitana. O campeonato começou em 3 de agosto de 2019 e terminaria em 27 de junho de 2020. No entanto, o torneio foi suspenso provisoriamente em março de 2020 durante a disputa da oitava rodada do Torneo Clausura, por conta das medidas do governo argentino para evitar a propagação da pandemia de COVID-19. Finalmente, em 28 de abril, a Associação do Futebol Argentino (AFA) cancelou definitivamente a disputa da competição por causa dos eleveados números de contaminação do COVID-19.
Entre as grandes novidades para esta temporada, tivemos a diminuição de vinte para dezoito clubes e o fim do sistema de "promédios" que até a última temporada determinava os clubes rebaixados, o sistema deixa de existir em todos os certames de acesso organizados pela AFA. Entre os novos participantes para este ciclo da liga tivemos o Argentino de Quilmes, campeão da Primera C de 2018–19, Deportivo Armenio, vice-campeão, e o Villa San Carlos, vencedor do Torneo Reducido pelo terceiro acesso; e por outro lado, o Los Andes, rebaixado da Primera B Nacional de 2018–19.

## Regulamento
A Primera B de 2019–20 foi disputada por dezoito clubes e dividida em dois torneios independentes, Apertura e Clausura, ambos em turno único no sistema de pontos corridos. No Apertura, todos os times jogam entre si uma única vez e terão o mando de campo invertido nos jogos do Clausura. O primeiro colocado de cada torneio sagra-se campeão do mesmo.
Quanto ao campeão e ao acesso a divisão superior, terímas originalmente duas situações possíveis a serem consideradas: (1) Se um mesmo clube vencesse os dois torneios seria declarado campeão da Primera B e teria o direito de disputar a Primera Nacional de 2020–21. Os oito clubes subsequentes na classificação geral, que agrega os resultados obtidos nos dois torneios, disputariam um "mata-mata" denominado Torneo Reducido pelo segundo acesso à segundona do próximo ciclo; (2) No entanto, se times distintos conquistassem o Apertura e o Clausura, teríamos uma final com partidas de ida e volta para definir o campeão da Primera B, disputa essa com direito à prorrogação e disputa por pênaltis, caso fosse necessário. Quanto ao "mata-mata" pelo segundo acesso, seria disputado pelo perdedor da final e os seis times subsequentes na classificação geral. Uma modificação no regulamento criaria um terceiro acesso à divisão superior, através de um confronto entre o perdedor da final do Torneo Reducido e a equipe classificada para tal pelo Torneo Federal A. Em jogo único em campo neutro com direito à prorrogação e disputa por pênaltis, caso fosse necessário.
Ao final da temporada, seria rebaixado para a Primera C do próximo ciclo o time com a pior colocação na classificação geral. A partir desta temporada, não teremos mais o rebaixamento pelo sistema de promédios.
Contudo, com o cancelamento da competição por parte da AFA em função da pandemia de COVID-19, os acessos e os rebaixamentos desta edição foram tornados sem efeito.

### Critérios de desempate
Caso haja empate de pontos entre dois clubes, os critérios de desempates foram aplicados na seguinte ordem:
1. Jogo de desempate (aplicável somente para decidir o campeão)
2. Saldo de gols
3. Gols marcados
4. Pontos no confronto direto
5. Saldo de gols no confronto direto
6. Gols marcados no confronto direto

## Informações dos clubes
| Equipe               | Cidade               | Província       | Estádio (mando)              | Capacidade | Título (último)       |
| -------------------- | -------------------- | --------------- | ---------------------------- | ---------- | --------------------- |
| Acassuso             | Boulogne             | Buenos Aires    | La Quema                     | 1 000      | 0 (nenhum)            |
| Almirante Brown      | Isidro Casanova      | Buenos Aires    | Fragata Presidente Sarmiento | 25 000     | 2 (último em 2009–10) |
| Argentino de Quilmes | Quilmes              | Buenos Aires    | Argentino de Quilmes         | 7 000      | 1 (em 1938)           |
| Colegiales           | Munro                | Buenos Aires    | Colegiales                   | 6 500      | 0 (nenhum)            |
| Comunicaciones       | Buenos Aires         | Capital Federal | Alfredo Ramos                | 3 500      | 0 (nenhum)            |
| Defensores Unidos    | Zárate               | Buenos Aires    | Gigante de Villa Fox         | 6 000      | 0 (nenhum)            |
| Deportivo Armenio    | Ingeniero Maschwitz  | Buenos Aires    | Armenia                      | 10 500     | 0 (nenhum)            |
| Fénix                | Buenos Aires         | Capital Federal | Não possui                   | —          | 0 (nenhum)            |
| Flandria             | Jáuregui             | Buenos Aires    | Carlos V                     | 4 000      | 1 (último em 2016)    |
| J. J. de Urquiza     | Loma Hermosa         | Buenos Aires    | Ramón Roque Martín           | 2 500      | 0 (nenhum)            |
| Los Andes            | Lomas de Zamora      | Buenos Aires    | Eduardo Gallardón            | 36 942     | 1 (em 1960)           |
| Sacachispas          | Buenos Aires         | Capital Federal | Beto Larrosa                 | 4 000      | 0 (nenhum)            |
| San Miguel           | Los Polvorines       | Buenos Aires    | Malvinas Argentinas          | 6 800      | 0 (nenhum)            |
| San Telmo            | Dock Sud             | Buenos Aires    | Dr. Osvaldo Baletto          | 12 500     | 0 (nenhum)            |
| Talleres             | Remedios de Escalada | Buenos Aires    | Talleres                     | 10 000     | 1 (em 1987–88)        |
| Tristán Suárez       | Tristán Suárez       | Buenos Aires    | 20 de Octubre                | 13 000     | 0 (nenhum)            |
| UAI Urquiza          | Villa Lynch          | Buenos Aires    | Monumental de Villa Lynch    | 1 000      | 0 (nenhum)            |
| Villa San Carlos     | Berisso              | Buenos Aires    | Genacio Sálice               | 4 000      | 1 (em 2012–13)        |

## Torneo Apertura
O Torneo Apertura da temporada de 2019–20 começou em 3 de agosto e terminou em 9 de dezembro de 2019, num total de 17 rodadas. O Almirante Brown foi o grande campeão do torneio, assegurando uma vaga na final da Primera B (cancealda posteriormente) na busca pelo acesso à divisão seguinte. Com um empate sem gols ante o UAI Urquiza pela última rodada, o Mirasol, apelido do clube, chegou aos 33 pontos. Nas 17 rodadas disputadas no Apertura, venceu 9, empatou 6 e perdeu 2, fez 16 gols e levou apenas 7. Em pleno estádio de Isidro Casanova (Fragata Presidente Sarmiento), quinze mil torcedores viram a consagração dos comandados de Jorge Benítez no estádio Ciudad de Vicente López.

### Classificação doApertura
| Pos. | Equipes              | P  | J  | V | E | D | GP | GC | SG  | Classificação                          |
| ---- | -------------------- | -- | -- | - | - | - | -- | -- | --- | -------------------------------------- |
| 1    | Almirante Brown      | 33 | 17 | 9 | 6 | 2 | 16 | 7  | 9   | Campeão; Avançaria à final pelo título |
| 2    | Villa San Carlos     | 30 | 17 | 8 | 6 | 3 | 17 | 9  | 8   |                                        |
| 3    | Comunicaciones       | 29 | 17 | 8 | 5 | 4 | 22 | 14 | 8   |                                        |
| 4    | Talleres (RdE)       | 29 | 17 | 8 | 5 | 4 | 20 | 16 | 4   |                                        |
| 5    | J. J. de Urquiza     | 28 | 17 | 8 | 4 | 5 | 21 | 17 | 4   |                                        |
| 6    | San Telmo            | 26 | 17 | 8 | 2 | 7 | 20 | 17 | 3   |                                        |
| 7    | Tristán Suárez       | 26 | 17 | 7 | 5 | 5 | 20 | 17 | 3   |                                        |
| 8    | Los Andes            | 25 | 17 | 7 | 4 | 6 | 19 | 16 | 3   |                                        |
| 9    | Defensores Unidos    | 25 | 17 | 6 | 7 | 4 | 17 | 15 | 2   |                                        |
| 10   | Deportivo Armenio    | 23 | 17 | 6 | 5 | 6 | 22 | 22 | 0   |                                        |
| 11   | Flandria             | 21 | 17 | 5 | 7 | 5 | 24 | 19 | 5   |                                        |
| 12   | Acassuso             | 21 | 17 | 4 | 9 | 4 | 20 | 18 | 2   |                                        |
| 13   | UAI Urquiza          | 20 | 17 | 5 | 6 | 6 | 21 | 22 | −1  |                                        |
| 14   | Argentino de Quilmes | 19 | 17 | 5 | 4 | 8 | 14 | 25 | −11 |                                        |
| 15   | San Miguel           | 16 | 17 | 3 | 7 | 7 | 11 | 18 | −7  |                                        |
| 16   | Fénix                | 16 | 17 | 4 | 4 | 9 | 11 | 19 | −8  |                                        |
| 17   | Colegiales           | 10 | 17 | 1 | 7 | 9 | 15 | 27 | −12 |                                        |
| 18   | Sacachispas          | 10 | 17 | 1 | 7 | 9 | 11 | 23 | −12 |                                        |

Fonte: AFA, TyC Sports, Olé

### Zona de classificação da Copa da Argentina
Os seis primeiros colocados ao final do Torneo Apertura garantiram vaga na fase final da edição de 2019–20 da Copa da Argentina:
| Pos. | Equipes          | P  | J  | V | E | D | GP | GC | SG | Classificação                              |
| ---- | ---------------- | -- | -- | - | - | - | -- | -- | -- | ------------------------------------------ |
| 1    | Almirante Brown  | 33 | 17 | 9 | 6 | 2 | 16 | 7  | 9  | Fase final da Copa da Argentina de 2019–20 |
| 2    | Villa San Carlos | 30 | 17 | 8 | 6 | 3 | 17 | 9  | 8  | Fase final da Copa da Argentina de 2019–20 |
| 3    | Comunicaciones   | 29 | 17 | 8 | 5 | 4 | 22 | 14 | 8  | Fase final da Copa da Argentina de 2019–20 |
| 4    | Talleres (RdE)   | 29 | 17 | 8 | 5 | 4 | 20 | 16 | 4  | Fase final da Copa da Argentina de 2019–20 |
| 5    | J. J. de Urquiza | 28 | 17 | 8 | 4 | 5 | 21 | 17 | 4  | Fase final da Copa da Argentina de 2019–20 |
| 6    | San Telmo        | 26 | 17 | 8 | 2 | 7 | 20 | 17 | 3  | Fase final da Copa da Argentina de 2019–20 |

Fonte: AFA (em castelhano)

### Resultados
| Rodada 1          | Rodada 1 | Rodada 1             | Rodada 1                     | Rodada 1     | Rodada 1 |
| Mandante          | Placar   | Visitante            | Estádio                      | Data         | Hora     |
| ----------------- | -------- | -------------------- | ---------------------------- | ------------ | -------- |
| Colegiales        | 0 – 0    | San Miguel           | Colegiales                   | 3 de agosto  | 15:30    |
| Flandria          | 3 – 0    | Acassuso             | Carlos V                     | 3 de agosto  | 15:30    |
| Tristán Suárez    | 4 – 1    | Talleres (RdE)       | 20 de Octubre                | 3 de agosto  | 15:30    |
| Sacachispas       | 1 – 1    | UAI Urquiza          | Beto Larrosa                 | 3 de agosto  | 15:30    |
| Almirante Brown   | 2 – 0    | Fénix                | Fragata Presidente Sarmiento | 3 de agosto  | 15:40    |
| Deportivo Armenio | 0 – 1    | Defensores Unidos    | Armenia                      | 4 de agosto  | 15:30    |
| J. J. de Urquiza  | 0 – 1    | Comunicaciones       | Juan Carlos Brieva           | 5 de agosto  | 15:30    |
| San Telmo         | 2 – 0    | Argentino de Quilmes | Dr. Osvaldo Baletto          | 21 de agosto | 15:30    |
| Los Andes         | 1 – 0    | Villa San Carlos     | Eduardo Gallardón            | 22 de agosto | 20:00    |

| Rodada 2             | Rodada 2 | Rodada 2          | Rodada 2                     | Rodada 2     | Rodada 2 |
| Mandante             | Placar   | Visitante         | Estádio                      | Data         | Hora     |
| -------------------- | -------- | ----------------- | ---------------------------- | ------------ | -------- |
| Fénix                | 1 – 0    | Sacachispas       | José Manuel Moreno           | 15 de agosto | 15:30    |
| Defensores Unidos    | 1 – 0    | San Telmo         | Gigante de Villa Fox         | 16 de agosto | 15:30    |
| Argentino de Quilmes | 1 – 3    | Flandria          | Francisco Boga               | 16 de agosto | 15:30    |
| Villa San Carlos     | 1 – 0    | J. J. de Urquiza  | Genacio Sálice               | 16 de agosto | 15:30    |
| Comunicaciones       | 2 – 0    | San Miguel        | Alfredo Ramos                | 17 de agosto | 15:30    |
| UAI Urquiza          | 2 – 2    | Tristán Suárez    | Monumental de Villa Lynch    | 17 de agosto | 15:30    |
| Almirante Brown      | 0 – 0    | Colegiales        | Fragata Presidente Sarmiento | 17 de agosto | 15:30    |
| Acassuso             | 2 – 0    | Los Andes         | Armenia                      | 18 de agosto | 15:30    |
| Talleres (RdE)       | 3 – 2    | Deportivo Armenio | Talleres                     | 20 de agosto | 21:05    |

| Rodada 3          | Rodada 3 | Rodada 3             | Rodada 3            | Rodada 3     | Rodada 3 |
| Mandante          | Placar   | Visitante            | Estádio             | Data         | Hora     |
| ----------------- | -------- | -------------------- | ------------------- | ------------ | -------- |
| Tristán Suárez    | 1 – 0    | Fénix                | 20 de Octubre       | 23 de agosto | 15:30    |
| Colegiales        | 2 – 2    | Comunicaciones       | Colegiales          | 24 de agosto | 15:30    |
| Flandria          | 1 – 2    | Defensores Unidos    | Carlos V            | 24 de agosto | 15:30    |
| Sacachispas       | 1 – 1    | Almirante Brown      | Beto Larrosa        | 24 de agosto | 15:30    |
| Deportivo Armenio | 1 – 1    | UAI Urquiza          | Armenia             | 25 de agosto | 13:00    |
| San Telmo         | 1 – 0    | Talleres (RdE)       | Dr. Osvaldo Baletto | 26 de agosto | 15:30    |
| San Miguel        | 0 – 1    | Villa San Carlos     | Malvinas Argentinas | 26 de agosto | 15:30    |
| J. J. de Urquiza  | 2 – 2    | Acassuso             | Juan Carlos Brieva  | 27 de agosto | 15:30    |
| Los Andes         | 4 – 0    | Argentino de Quilmes | Eduardo Gallardón   | 27 de agosto | 21:05    |

| Rodada 4             | Rodada 4 | Rodada 4          | Rodada 4                     | Rodada 4      | Rodada 4 |
| Mandante             | Placar   | Visitante         | Estádio                      | Data          | Hora     |
| -------------------- | -------- | ----------------- | ---------------------------- | ------------- | -------- |
| Acassuso             | 0 – 0    | San Miguel        | Armenia                      | 31 de agosto  | 15:30    |
| Defensores Unidos    | 1 – 1    | Los Andes         | Gigante de Villa Fox         | 1 de setembro | 11:35    |
| Argentino de Quilmes | 0 – 0    | J. J. de Urquiza  | Francisco Boga               | 1 de setembro | 12:00    |
| Almirante Brown      | 0 – 0    | Tristán Suárez    | Fragata Presidente Sarmiento | 1 de setembro | 14:00    |
| Talleres (RdE)       | 1 – 1    | Flandria          | Talleres                     | 1 de setembro | 14:00    |
| UAI Urquiza          | 1 – 0    | San Telmo         | Monumental de Villa Lynch    | 1 de setembro | 14:00    |
| Fénix                | 1 – 2    | Deportivo Armenio | José Manuel Moreno           | 2 de setembro | 15:30    |
| Villa San Carlos     | 0 – 0    | Comunicaciones    | Genacio Sálice               | 2 de setembro | 15:30    |
| Sacachispas          | 2 – 3    | Colegiales        | Beto Larrosa                 | 3 de setembro | 15:30    |

| Rodada 5          | Rodada 5 | Rodada 5             | Rodada 5            | Rodada 5       | Rodada 5 |
| Mandante          | Placar   | Visitante            | Estádio             | Data           | Hora     |
| ----------------- | -------- | -------------------- | ------------------- | -------------- | -------- |
| Comunicaciones    | 1 – 1    | Acassuso             | Alfredo Ramos       | 7 de setembro  | 15:30    |
| Colegiales        | 0 – 1    | Villa San Carlos     | Colegiales          | 7 de setembro  | 15:30    |
| Tristán Suárez    | 2 – 1    | Sacachispas          | 20 de Octubre       | 7 de setembro  | 15:30    |
| San Telmo         | 4 – 2    | Fénix                | Dr. Osvaldo Baletto | 8 de setembro  | 11:00    |
| San Miguel        | 1 – 2    | Argentino de Quilmes | Malvinas Argentinas | 8 de setembro  | 15:30    |
| Deportivo Armenio | 2 – 0    | Almirante Brown      | Armenia             | 8 de setembro  | 15:30    |
| Flandria          | 2 – 3    | UAI Urquiza          | Carlos V            | 8 de setembro  | 15:30    |
| Los Andes         | 1 – 0    | Talleres (RdE)       | Eduardo Gallardón   | 8 de setembro  | 19:05    |
| J. J. de Urquiza  | 2 – 1    | Defensores Unidos    | Juan Carlos Brieva  | 10 de setembro | 15:30    |

| Rodada 6             | Rodada 6 | Rodada 6          | Rodada 6                     | Rodada 6       | Rodada 6 |
| Mandante             | Placar   | Visitante         | Estádio                      | Data           | Hora     |
| -------------------- | -------- | ----------------- | ---------------------------- | -------------- | -------- |
| Tristán Suárez       | 3 – 1    | Colegiales        | 20 de Octubre                | 13 de setembro | 15:30    |
| Almirante Brown      | 1 – 0    | San Telmo         | Fragata Presidente Sarmiento | 14 de setembro | 13:05    |
| Acassuso             | 2 – 2    | Villa San Carlos  | Armenia                      | 14 de setembro | 15:30    |
| Talleres (RdE)       | 1 – 2    | J. J. de Urquiza  | Talleres                     | 14 de setembro | 19:00    |
| Argentino de Quilmes | 1 – 1    | Comunicaciones    | Francisco Boga               | 15 de setembro | 11:00    |
| Defensores Unidos    | 0 – 2    | San Miguel        | Gigante de Villa Fox         | 15 de setembro | 15:30    |
| Sacachispas          | 0 – 3    | Deportivo Armenio | Beto Larrosa                 | 15 de setembro | 15:30    |
| Fénix                | 1 – 3    | Flandria          | José Manuel Moreno           | 16 de setembro | 15:30    |
| UAI Urquiza          | 1 – 2    | Los Andes         | Monumental de Villa Lynch    | 16 de setembro | 15:30    |

| Rodada 7          | Rodada 7 | Rodada 7             | Rodada 7            | Rodada 7       | Rodada 7 |
| Mandante          | Placar   | Visitante            | Estádio             | Data           | Hora     |
| ----------------- | -------- | -------------------- | ------------------- | -------------- | -------- |
| San Telmo         | 2 – 1    | Sacachispas          | Dr. Osvaldo Baletto | 21 de setembro | 13:00    |
| Flandria          | 0 – 1    | Almirante Brown      | Carlos V            | 21 de setembro | 15:30    |
| Los Andes         | 0 – 1    | Fénix                | Eduardo Gallardón   | 21 de setembro | 19:00    |
| San Miguel        | 1 – 2    | Talleres (RdE)       | Malvinas Argentinas | 22 de setembro | 15:05    |
| Colegiales        | 3 – 3    | Acassuso             | Colegiales          | 22 de setembro | 15:30    |
| Comunicaciones    | 2 – 0    | Defensores Unidos    | Alfredo Ramos       | 22 de setembro | 15:30    |
| Deportivo Armenio | 0 – 1    | Tristán Suárez       | Armenia             | 22 de setembro | 15:30    |
| Villa San Carlos  | 2 – 0    | Argentino de Quilmes | Genacio Sálice      | 23 de setembro | 15:30    |
| J. J. de Urquiza  | 1 – 0    | UAI Urquiza          | Juan Carlos Brieva  | 24 de setembro | 15:30    |

| Rodada 8             | Rodada 8 | Rodada 8         | Rodada 8                     | Rodada 8       | Rodada 8 |
| Mandante             | Placar   | Visitante        | Estádio                      | Data           | Hora     |
| -------------------- | -------- | ---------------- | ---------------------------- | -------------- | -------- |
| Talleres (RdE)       | 3 – 1    | Comunicaciones   | Talleres                     | 27 de setembro | 15:30    |
| Almirante Brown      | 1 – 0    | Los Andes        | Fragata Presidente Sarmiento | 28 de setembro | 13:10    |
| Tristán Suárez       | 0 – 2    | San Telmo        | 20 de Octubre                | 28 de setembro | 13:15    |
| Sacachispas          | 1 – 0    | Flandria         | Beto Larrosa                 | 28 de setembro | 15:30    |
| Deportivo Armenio    | 1 – 1    | Colegiales       | Armenia                      | 28 de setembro | 15:30    |
| Argentino de Quilmes | 2 – 1    | Acassuso         | Francisco Boga               | 29 de setembro | 15:30    |
| UAI Urquiza          | 4 – 2    | San Miguel       | Monumental de Villa Lynch    | 29 de setembro | 15:30    |
| Defensores Unidos    | 1 – 1    | Villa San Carlos | Gigante de Villa Fox         | 29 de setembro | 15:30    |
| Fénix                | 0 – 1    | J. J. de Urquiza | José Manuel Moreno           | 30 de setembro | 15:30    |

| Rodada 9         | Rodada 9 | Rodada 9             | Rodada 9            | Rodada 9     | Rodada 9 |
| Mandante         | Placar   | Visitante            | Estádio             | Data         | Hora     |
| ---------------- | -------- | -------------------- | ------------------- | ------------ | -------- |
| Flandria         | 2 – 0    | Tristán Suárez       | Carlos V            | 4 de outubro | 15:10    |
| Los Andes        | 1 – 0    | Sacachispas          | Eduardo Gallardón   | 4 de outubro | 19:10    |
| San Telmo        | 3 – 1    | Deportivo Armenio    | Dr. Osvaldo Baletto | 5 de outubro | 11:00    |
| Comunicaciones   | 0 – 3    | UAI Urquiza          | Alfredo Ramos       | 5 de outubro | 15:30    |
| Villa San Carlos | 0 – 1    | Talleres (RdE)       | Genacio Sálice      | 6 de outubro | 11:00    |
| Colegiales       | 0 – 1    | Argentino de Quilmes | Colegiales          | 6 de outubro | 15:30    |
| J. J. de Urquiza | 2 – 1    | Almirante Brown      | Ramón Roque Martín  | 7 de outubro | 15:30    |
| San Miguel       | 0 – 0    | Fénix                | Malvinas Argentinas | 7 de outubro | 15:30    |
| Acassuso         | 1 – 1    | Defensores Unidos    | Armenia             | 7 de outubro | 15:30    |

| Rodada 10         | Rodada 10 | Rodada 10            | Rodada 10                    | Rodada 10     | Rodada 10 |
| Mandante          | Placar    | Visitante            | Estádio                      | Data          | Hora      |
| ----------------- | --------- | -------------------- | ---------------------------- | ------------- | --------- |
| Almirante Brown   | 3 – 0     | San Miguel           | Fragata Presidente Sarmiento | 13 de outubro | 15:10     |
| Deportivo Armenio | 1 – 1     | Flandria             | Armenia                      | 13 de outubro | 15:30     |
| San Telmo         | 0 – 0     | Colegiales           | Dr. Osvaldo Baletto          | 14 de outubro | 15:30     |
| Talleres (RdE)    | 0 – 0     | Acassuso             | Talleres                     | 14 de outubro | 16:00     |
| Tristán Suárez    | 1 – 1     | Los Andes            | 20 de Octubre                | 15 de outubro | 13:30     |
| Sacachispas       | 1 – 1     | J. J. de Urquiza     | Beto Larrosa                 | 15 de outubro | 15:30     |
| UAI Urquiza       | 1 – 4     | Villa San Carlos     | Monumental de Villa Lynch    | 15 de outubro | 15:30     |
| Defensores Unidos | 2 – 0     | Argentino de Quilmes | Gigante de Villa Fox         | 15 de outubro | 15:30     |
| Fénix             | 0 – 3     | Comunicaciones       | José Manuel Moreno           | 16 de outubro | 15:30     |

| Rodada 11            | Rodada 11 | Rodada 11         | Rodada 11           | Rodada 11     | Rodada 11 |
| Mandante             | Placar    | Visitante         | Estádio             | Data          | Hora      |
| -------------------- | --------- | ----------------- | ------------------- | ------------- | --------- |
| Acassuso             | 2 – 2     | UAI Urquiza       | Armenia             | 19 de outubro | 13:10     |
| Colegiales           | 1 – 2     | Defensores Unidos | Colegiales          | 19 de outubro | 15:30     |
| Argentino de Quilmes | 1 – 1     | Talleres (RdE)    | Francisco Boga      | 19 de outubro | 15:30     |
| Flandria             | 1 – 1     | San Telmo         | Carlos V            | 20 de outubro | 13:15     |
| San Miguel           | 1 – 1     | Sacachispas       | Malvinas Argentinas | 20 de outubro | 15:30     |
| Los Andes            | 1 – 2     | Deportivo Armenio | Eduardo Gallardón   | 20 de outubro | 15:30     |
| Villa San Carlos     | 0 – 0     | Fénix             | Genacio Sálice      | 21 de outubro | 12:00     |
| Comunicaciones       | 0 – 1     | Almirante Brown   | Alfredo Ramos       | 21 de outubro | 12:00     |
| J. J. de Urquiza     | 0 – 3     | Tristán Suárez    | Ramón Roque Martín  | 21 de outubro | 12:00     |

| Rodada 12         | Rodada 12 | Rodada 12            | Rodada 12                    | Rodada 12     | Rodada 12 |
| Mandante          | Placar    | Visitante            | Estádio                      | Data          | Hora      |
| ----------------- | --------- | -------------------- | ---------------------------- | ------------- | --------- |
| San Telmo         | 3 – 2     | Los Andes            | Dr. Osvaldo Baletto          | 2 de novembro | 13:10     |
| Flandria          | 4 – 2     | Colegiales           | Carlos V                     | 2 de novembro | 15:30     |
| Talleres (RdE)    | 1 – 0     | Defensores Unidos    | Talleres                     | 2 de novembro | 19:30     |
| Almirante Brown   | 1 – 0     | Villa San Carlos     | Fragata Presidente Sarmiento | 3 de novembro | 14:30     |
| Deportivo Armenio | 2 – 0     | J. J. de Urquiza     | Armenia                      | 3 de novembro | 15:30     |
| Tristán Suárez    | 0 – 0     | San Miguel           | 20 de Octubre                | 3 de novembro | 15:30     |
| Sacachispas       | 0 – 3     | Comunicaciones       | Beto Larrosa                 | 3 de novembro | 15:30     |
| Fénix             | 0 – 1     | Acassuso             | Nueva España                 | 3 de novembro | 15:30     |
| UAI Urquiza       | 1 – 1     | Argentino de Quilmes | Monumental de Villa Lynch    | 3 de novembro | 15:30     |

| Rodada 13            | Rodada 13 | Rodada 13         | Rodada 13            | Rodada 13              | Rodada 13 |
| Mandante             | Placar    | Visitante         | Estádio              | Data                   | Hora      |
| -------------------- | --------- | ----------------- | -------------------- | ---------------------- | --------- |
| Argentino de Quilmes | 0 – 3     | Fénix             | Francisco Boga       | 9 de novembro de 2019  | 15:30     |
| Comunicaciones       | 3 – 1     | Tristán Suárez    | Alfredo Ramos        | 9 de novembro de 2019  | 15:30     |
| San Miguel           | 1 – 1     | Deportivo Armenio | Malvinas Argentinas  | 9 de novembro de 2019  | 15:30     |
| Acassuso             | 0 – 1     | Almirante Brown   | República de Italia  | 10 de novembro de 2019 | 15:35     |
| Colegiales           | 1 – 3     | Talleres (RdE)    | Colegiales           | 10 de novembro de 2019 | 15:30     |
| Defensores Unidos    | 2 – 0     | UAI Urquiza       | Gigante de Villa Fox | 10 de novembro de 2019 | 15:30     |
| Villa San Carlos     | 2 – 1     | Sacachispas       | Genacio Sálice       | 10 de novembro de 2019 | 15:30     |
| J. J. de Urquiza     | 3 – 0     | San Telmo         | Ramón Roque Martín   | 10 de novembro de 2019 | 15:30     |
| Los Andes            | 2 – 2     | Flandria          | Eduardo Gallardón    | 11 de novembro de 2019 | 21:10     |

| Rodada 14         | Rodada 14 | Rodada 14            | Rodada 14                    | Rodada 14              | Rodada 14 |
| Mandante          | Placar    | Visitante            | Estádio                      | Data                   | Hora      |
| ----------------- | --------- | -------------------- | ---------------------------- | ---------------------- | --------- |
| Los Andes         | 1 – 0     | Colegiales           | Eduardo Gallardón            | 16 de novembro de 2019 | 17:00     |
| Flandria          | 1 – 3     | J. J. de Urquiza     | Carlos V                     | 16 de novembro de 2019 | 17:00     |
| Tristán Suárez    | 0 – 1     | Villa San Carlos     | 20 de Octubre                | 16 de novembro de 2019 | 17:00     |
| Fénix             | 0 – 0     | Defensores Unidos    | Nueva España                 | 16 de novembro de 2019 | 17:00     |
| San Telmo         | 1 – 2     | San Miguel           | Dr. Osvaldo Baletto          | 17 de novembro de 2019 | 17:00     |
| Deportivo Armenio | 2 – 1     | Comunicaciones       | Armenia                      | 17 de novembro de 2019 | 17:00     |
| Sacachispas       | 0 – 0     | Acassuso             | Beto Larrosa                 | 17 de novembro de 2019 | 17:00     |
| UAI Urquiza       | 0 – 1     | Talleres (RdE)       | Monumental de Villa Lynch    | 17 de novembro de 2019 | 17:00     |
| Almirante Brown   | 1 – 0     | Argentino de Quilmes | Fragata Presidente Sarmiento | 17 de novembro de 2019 | 17:10     |

| Rodada 15            | Rodada 15 | Rodada 15         | Rodada 15            | Rodada 15              | Rodada 15 |
| Mandante             | Placar    | Visitante         | Estádio              | Data                   | Hora      |
| -------------------- | --------- | ----------------- | -------------------- | ---------------------- | --------- |
| Talleres (RdE)       | 2 – 1     | Fénix             | Talleres             | 23 de novembro de 2019 | 17:00     |
| Defensores Unidos    | 2 – 2     | Almirante Brown   | Gigante de Villa Fox | 23 de novembro de 2019 | 17:00     |
| Acassuso             | 2 – 0     | Tristán Suárez    | República de Italia  | 23 de novembro de 2019 | 17:00     |
| Villa San Carlos     | 1 – 1     | Deportivo Armenio | Genacio Sálice       | 23 de novembro de 2019 | 17:00     |
| Comunicaciones       | 1 – 0     | San Telmo         | Alfredo Ramos        | 23 de novembro de 2019 | 17:00     |
| Colegiales           | 0 – 1     | UAI Urquiza       | Colegiales           | 24 de novembro de 2019 | 17:00     |
| Argentino de Quilmes | 2 – 1     | Sacachispas       | Francisco Boga       | 24 de novembro de 2019 | 17:00     |
| J. J. de Urquiza     | 1 – 1     | Los Andes         | Ramón Roque Martín   | 24 de novembro de 2019 | 17:00     |
| San Miguel           | 0 – 0     | Flandria          | Malvinas Argentinas  | 26 de novembro de 2019 | 17:00     |

| Rodada 16         | Rodada 16 | Rodada 16            | Rodada 16                    | Rodada 16              | Rodada 16 |
| Mandante          | Placar    | Visitante            | Estádio                      | Data                   | Hora      |
| ----------------- | --------- | -------------------- | ---------------------------- | ---------------------- | --------- |
| San Telmo         | 0 – 1     | Villa San Carlos     | Dr. Osvaldo Baletto          | 30 de novembro de 2019 | 17:00     |
| Tristán Suárez    | 1 – 0     | Argentino de Quilmes | 20 de Octubre                | 30 de novembro de 2019 | 17:00     |
| Sacachispas       | 0 – 0     | Defensores Unidos    | Beto Larrosa                 | 30 de novembro de 2019 | 17:00     |
| J. J. de Urquiza  | 3 – 1     | Colegiales           | Ramón Roque Martín           | 30 de novembro de 2019 | 17:00     |
| Los Andes         | 1 – 0     | San Miguel           | Eduardo Gallardón            | 30 de novembro de 2019 | 17:00     |
| Flandria          | 0 – 0     | Comunicaciones       | Carlos V                     | 30 de novembro de 2019 | 17:00     |
| Deportivo Armenio | 0 – 3     | Acassuso             | Armenia                      | 30 de novembro de 2019 | 17:00     |
| Almirante Brown   | 0 – 0     | Talleres (RdE)       | Fragata Presidente Sarmiento | 30 de novembro de 2019 | 17:00     |
| Fénix             | 1 – 0     | UAI Urquiza          | Nueva España                 | 30 de novembro de 2019 | 17:00     |

| Rodada 17            | Rodada 17 | Rodada 17         | Rodada 17                 | Rodada 17             | Rodada 17 |
| Mandante             | Placar    | Visitante         | Estádio                   | Data                  | Hora      |
| -------------------- | --------- | ----------------- | ------------------------- | --------------------- | --------- |
| Colegiales           | 0 – 0     | Fénix             | Colegiales                | 6 de dezembro de 2019 | 17:00     |
| UAI Urquiza          | 0 – 0     | Almirante Brown   | Monumental de Villa Lynch | 7 de dezembro de 2019 | 17:00     |
| Argentino de Quilmes | 3 – 1     | Deportivo Armenio | Francisco Boga            | 7 de dezembro de 2019 | 17:00     |
| Acassuso             | 0 – 1     | San Telmo         | República de Italia       | 7 de dezembro de 2019 | 17:00     |
| Villa San Carlos     | 0 – 0     | Flandria          | Genacio Sálice            | 7 de dezembro de 2019 | 17:00     |
| Defensores Unidos    | 1 – 1     | Tristán Suárez    | Gigante de Villa Fox      | 8 de dezembro de 2019 | 17:00     |
| Comunicaciones       | 1 – 0     | Los Andes         | Alfredo Ramos             | 8 de dezembro de 2019 | 17:00     |
| San Miguel           | 1 – 0     | J. J. de Urquiza  | Malvinas Argentinas       | 8 de dezembro de 2019 | 17:00     |
| Talleres (RdE)       | 0 – 0     | Sacachispas       | Talleres                  | 9 de dezembro de 2019 | 21:10     |

## Torneo Clausura
O Torneo Clausura da temporada de 2019–20 começou em 25 de janeiro e seria concluído em 26 de maio de 2020, num total de 17 rodadas. O campeão deste torneio assegurará uma vaga na final da Primera B (posteriormente cancelada) contra o Almirante Brown (campeão do Torneo Apertura), na busca pelo acesso à divisão seguinte da próxima temporada. No entanto, em 28 de abril de 2020, a AFA deu o torneio, assim como a temporada do futebol argentino, como encerrada por causa da pandemia de COVID-19.

### Classificação doClausura
| Pos. | Equipes              | P  | J | V | E | D | GP | GC | SG |
| ---- | -------------------- | -- | - | - | - | - | -- | -- | -- |
| 1    | Tristán Suárez       | 17 | 8 | 5 | 2 | 1 | 12 | 4  | 8  |
| 2    | Acassuso             | 17 | 8 | 5 | 2 | 1 | 11 | 7  | 4  |
| 3    | Comunicaciones       | 16 | 8 | 5 | 1 | 2 | 8  | 5  | 3  |
| 4    | UAI Urquiza          | 16 | 8 | 5 | 1 | 2 | 11 | 9  | 2  |
| 5    | J. J. de Urquiza     | 15 | 8 | 5 | 0 | 3 | 11 | 9  | 2  |
| 6    | Villa San Carlos     | 13 | 8 | 4 | 1 | 3 | 11 | 8  | 3  |
| 7    | Almirante Brown      | 12 | 8 | 3 | 3 | 2 | 11 | 7  | 4  |
| 8    | Flandria             | 11 | 8 | 2 | 5 | 1 | 10 | 8  | 2  |
| 9    | Los Andes            | 11 | 8 | 3 | 2 | 3 | 6  | 8  | –2 |
| 10   | Colegiales           | 10 | 8 | 3 | 1 | 4 | 9  | 9  | 0  |
| 11   | San Telmo            | 9  | 8 | 2 | 3 | 3 | 8  | 10 | –2 |
| 12   | Defensores Unidos    | 9  | 8 | 2 | 3 | 3 | 7  | 9  | –2 |
| 12   | San Miguel           | 9  | 8 | 2 | 3 | 3 | 7  | 9  | –2 |
| 14   | Argentino de Quilmes | 8  | 8 | 2 | 2 | 4 | 6  | 8  | –2 |
| 15   | Sacachispas          | 8  | 8 | 1 | 5 | 2 | 6  | 8  | –2 |
| 16   | Deportivo Armenio    | 7  | 8 | 2 | 1 | 5 | 7  | 13 | –6 |
| 17   | Talleres (RdE)       | 6  | 8 | 1 | 3 | 4 | 8  | 10 | –2 |
| 18   | Fénix                | 2  | 8 | 0 | 2 | 6 | 5  | 13 | –8 |

Fonte: AFA (em castelhano)

### Resultados doClausura
| Rodada 1             | Rodada 1 | Rodada 1          | Rodada 1                  | Rodada 1      | Rodada 1 |
| Mandante             | Placar   | Visitante         | Estádio                   | Data          | Hora     |
| -------------------- | -------- | ----------------- | ------------------------- | ------------- | -------- |
| Comunicaciones       | 1 – 0    | J. J. de Urquiza  | Alfredo Ramos             | 25 de janeiro | 17:00    |
| Acassuso             | 1 – 1    | Flandria          | Armenia                   | 25 de janeiro | 17:00    |
| UAI Urquiza          | 1 – 0    | Sacachispas       | Monumental de Villa Lynch | 25 de janeiro | 17:00    |
| Villa San Carlos     | 0 – 1    | Los Andes         | Genacio Sálice            | 25 de janeiro | 17:00    |
| San Miguel           | 0 – 0    | Colegiales        | Malvinas Argentinas       | 25 de janeiro | 17:00    |
| Argentino de Quilmes | 1 – 1    | San Telmo         | Argentino de Quilmes      | 25 de janeiro | 17:05    |
| Defensores Unidos    | 1 – 0    | Deportivo Armenio | Gigante de Villa Fox      | 26 de janeiro | 17:00    |
| Fénix                | 0 – 2    | Almirante Brown   | República de Italia       | 26 de janeiro | 17:05    |
| Talleres (RdE)       | 1 – 1    | Tristán Suárez    | Talleres                  | 28 de janeiro | 21:05    |

| Rodada 2          | Rodada 2 | Rodada 2             | Rodada 2            | Rodada 2       | Rodada 2 |
| Mandante          | Placar   | Visitante            | Estádio             | Data           | Hora     |
| ----------------- | -------- | -------------------- | ------------------- | -------------- | -------- |
| Deportivo Armenio | 0 – 3    | Talleres (RdE)       | Armenia             | 1 de fevereiro | 17:00    |
| Tristán Suárez    | 3 – 0    | UAI Urquiza          | 20 de Octubre       | 1 de fevereiro | 17:00    |
| Colegiales        | 2 – 1    | Almirante Brown      | Colegiales          | 1 de fevereiro | 17:00    |
| San Telmo         | 1 – 2    | Defensores Unidos    | Dr. Osvaldo Baletto | 2 de fevereiro | 17:00    |
| Sacachispas       | 1 – 1    | Fénix                | Beto Larrosa        | 2 de fevereiro | 17:00    |
| Flandria          | 0 – 1    | Argentino de Quilmes | Carlos V            | 2 de fevereiro | 17:00    |
| San Miguel        | 0 – 1    | Comunicaciones       | Malvinas Argentinas | 2 de fevereiro | 17:00    |
| J. J. de Urquiza  | 3 – 2    | Villa San Carlos     | Ramón Roque Martín  | 2 de fevereiro | 17:00    |
| Los Andes         | 1 – 3    | Acassuso             | Eduardo Gallardón   | 4 de fevereiro | 21:05    |

| Rodada 3             | Rodada 3 | Rodada 3          | Rodada 3                     | Rodada 3        | Rodada 3 |
| Mandante             | Placar   | Visitante         | Estádio                      | Data            | Hora     |
| -------------------- | -------- | ----------------- | ---------------------------- | --------------- | -------- |
| Defensores Unidos    | 1 – 1    | Flandria          | Gigante de Villa Fox         | 7 de fevereiro  | 17:00    |
| UAI Urquiza          | 2 – 1    | Deportivo Armenio | Monumental de Villa Lynch    | 7 de fevereiro  | 17:00    |
| Talleres (RdE)       | 1 – 1    | San Telmo         | Talleres                     | 8 de fevereiro  | 17:00    |
| Comunicaciones       | 1 – 0    | Colegiales        | Alfredo Ramos                | 8 de fevereiro  | 17:00    |
| Almirante Brown      | 1 – 1    | Sacachispas       | Fragata Presidente Sarmiento | 8 de fevereiro  | 17:00    |
| Argentino de Quilmes | 1 – 2    | Los Andes         | Argentino de Quilmes         | 9 de fevereiro  | 17:00    |
| Acassuso             | 3 – 1    | J. J. de Urquiza  | Armenia                      | 9 de fevereiro  | 17:00    |
| Villa San Carlos     | 1 – 2    | San Miguel        | Genacio Sálice               | 9 de fevereiro  | 17:00    |
| Fénix                | 0 – 1    | Tristán Suárez    | José Manuel Moreno           | 10 de fevereiro | 17:00    |

| Rodada 4          | Rodada 4 | Rodada 4             | Rodada 4            | Rodada 4        | Rodada 4 |
| Mandante          | Placar   | Visitante            | Estádio             | Data            | Hora     |
| ----------------- | -------- | -------------------- | ------------------- | --------------- | -------- |
| Deportivo Armenio | 3 – 2    | Fénix                | Armenia             | 15 de fevereiro | 17:00    |
| Comunicaciones    | 0 – 1    | Villa San Carlos     | Alfredo Ramos       | 15 de fevereiro | 17:00    |
| San Telmo         | 2 – 1    | UAI Urquiza          | Dr. Osvaldo Baletto | 15 de fevereiro | 17:00    |
| Colegiales        | 3 – 1    | Sacachispas          | Colegiales          | 16 de fevereiro | 17:00    |
| Tristán Suárez    | 2 – 1    | Almirante Brown      | 20 de Octubre       | 16 de fevereiro | 17:00    |
| San Miguel        | 0 – 0    | Acassuso             | Malvinas Argentinas | 16 de fevereiro | 17:00    |
| Flandria          | 3 – 1    | Talleres (RdE)       | Carlos V            | 16 de fevereiro | 17:00    |
| J. J. de Urquiza  | 2 – 1    | Argentino de Quilmes | Ramón Roque Martín  | 16 de fevereiro | 17:00    |
| Los Andes         | 1 – 0    | Defensores Unidos    | Eduardo Gallardón   | 18 de fevereiro | 21:10    |

| Rodada 5             | Rodada 5 | Rodada 5          | Rodada 5                     | Rodada 5        | Rodada 5 |
| Mandante             | Placar   | Visitante         | Estádio                      | Data            | Hora     |
| -------------------- | -------- | ----------------- | ---------------------------- | --------------- | -------- |
| UAI Urquiza          | 1 – 1    | Flandria          | Monumental de Villa Lynch    | 22 de fevereiro | 17:00    |
| Acassuso             | 1 – 0    | Comunicaciones    | Armenia                      | 22 de fevereiro | 17:00    |
| Villa San Carlos     | 2 – 1    | Colegiales        | Genacio Sálice               | 22 de fevereiro | 17:00    |
| Talleres (RdE)       | 0 – 0    | Los Andes         | Talleres                     | 22 de fevereiro | 17:00    |
| Argentino de Quilmes | 1 – 0    | San Miguel        | Argentino de Quilmes         | 22 de fevereiro | 17:00    |
| Fénix                | 1 – 3    | San Telmo         | José Manuel Moreno           | 23 de fevereiro | 17:00    |
| Sacachispas          | 0 – 0    | Tristán Suárez    | Beto Larrosa                 | 23 de fevereiro | 17:00    |
| Defensores Unidos    | 0 – 2    | J. J. de Urquiza  | Gigante de Villa Fox         | 23 de fevereiro | 17:00    |
| Almirante Brown      | 2 – 0    | Deportivo Armenio | Fragata Presidente Sarmiento | 25 de fevereiro | 17:30    |

| Rodada 6          | Rodada 6 | Rodada 6             | Rodada 6            | Rodada 6        | Rodada 6 |
| Mandante          | Placar   | Visitante            | Estádio             | Data            | Hora     |
| ----------------- | -------- | -------------------- | ------------------- | --------------- | -------- |
| Comunicaciones    | 2 – 1    | Argentino de Quilmes | Alfredo Ramos       | 29 de fevereiro | 17:00    |
| San Telmo         | 0 – 0    | Almirante Brown      | Dr. Osvaldo Baletto | 29 de fevereiro | 17:00    |
| Deportivo Armenio | 0 – 0    | Sacachispas          | Armenia             | 29 de fevereiro | 17:00    |
| Flandria          | 1 – 0    | Fénix                | Carlos V            | 29 de fevereiro | 17:00    |
| Los Andes         | 0 – 1    | UAI Urquiza          | Eduardo Gallardón   | 29 de fevereiro | 17:00    |
| Villa San Carlos  | 3 – 0    | Acassuso             | Genacio Sálice      | 1 de março      | 17:00    |
| San Miguel        | 1 – 1    | Defensores Unidos    | Malvinas Argentinas | 1 de março      | 17:00    |
| Colegiales        | 1 – 0    | Tristán Suárez       | Colegiales          | 1 de março      | 17:00    |
| J. J. de Urquiza  | 1 – 0    | Talleres (RdE)       | Ramón Roque Martín  | 2 de março      | 17:00    |

| Rodada 7             | Rodada 7 | Rodada 7          | Rodada 7                     | Rodada 7    | Rodada 7 |
| Mandante             | Placar   | Visitante         | Estádio                      | Data        | Hora     |
| -------------------- | -------- | ----------------- | ---------------------------- | ----------- | -------- |
| Fénix                | 0 – 0    | Los Andes         | Armenia                      | 6 de março  | 17:00    |
| Acassuso             | 2 – 1    | Colegiales        | Armenia                      | 7 de março  | 17:00    |
| Tristán Suárez       | 2 – 1    | Deportivo Armenio | 20 de Octubre                | 7 de março  | 17:00    |
| Argentino de Quilmes | 0 – 0    | Villa San Carlos  | Argentino de Quilmes         | 8 de março  | 17:00    |
| UAI Urquiza          | 1 – 0    | J. J. de Urquiza  | Monumental de Villa Lynch    | 8 de março  | 17:00    |
| Almirante Brown      | 1 – 1    | Flandria          | Fragata Presidente Sarmiento | 8 de março  | 17:00    |
| Defensores Unidos    | 1 – 1    | Comunicaciones    | Gigante de Villa Fox         | 9 de março  | 17:00    |
| Sacachispas          | 1 – 0    | San Telmo         | Beto Larrosa                 | 9 de março  | 17:00    |
| Talleres (RdE)       | 1 – 2    | San Miguel        | Talleres                     | 10 de março | 20:00    |

| Rodada 8         | Rodada 8 | Rodada 8             | Rodada 8            | Rodada 8    | Rodada 8 |
| Mandante         | Placar   | Visitante            | Estádio             | Data        | Hora     |
| ---------------- | -------- | -------------------- | ------------------- | ----------- | -------- |
| Los Andes        | 1 – 3    | Almirante Brown      | Eduardo Gallardón   | 14 de março | 13:10    |
| Comunicaciones   | 2 – 1    | Talleres (RdE)       | Alfredo Ramos       | 14 de março | 14:10    |
| Colegiales       | 1 – 2    | Deportivo Armenio    | Colegiales          | 14 de março | 16:00    |
| San Miguel       | 2 – 4    | UAI Urquiza          | Malvinas Argentinas | 14 de março | 16:00    |
| Acassuso         | 1 – 0    | Argentino de Quilmes | Armenia             | 14 de março | 16:00    |
| Villa San Carlos | 2 – 1    | Defensores Unidos    | Genacio Sálice      | 15 de março | 16:00    |
| San Telmo        | 0 – 3    | Tristán Suárez       | Dr. Osvaldo Baletto | 15 de março | 16:00    |
| Flandria         | 2 – 2    | Sacachispas          | Carlos V            | 15 de março | 16:00    |
| J. J. de Urquiza | 2 – 1    | Fénix                | Ramón Roque Martín  | 15 de março | 16:00    |

## Classificação Geral
Seria estabelecida pela acumulação de pontos dos clubes participantes durante os Torneos Apertura e Clausura, mediante o sistema de pontuação, onde computa-se 3 pontos por vitória, 1 ponto por empate, e nenhum ponto em caso de derrota.
| Pos. | Equipes              | P  | J  | V  | E  | D  | GP | GC | SG  |
| ---- | -------------------- | -- | -- | -- | -- | -- | -- | -- | --- |
| 1    | Almirante Brown      | 45 | 25 | 12 | 9  | 4  | 27 | 14 | 13  |
| 2    | Comunicaciones       | 45 | 25 | 13 | 6  | 6  | 30 | 19 | 11  |
| 3    | Tristán Suárez       | 43 | 25 | 12 | 7  | 6  | 32 | 21 | 11  |
| 4    | Villa San Carlos     | 43 | 25 | 12 | 7  | 6  | 28 | 17 | 11  |
| 5    | J. J. de Urquiza     | 43 | 25 | 13 | 4  | 8  | 32 | 26 | 6   |
| 6    | Acassuso             | 38 | 25 | 9  | 11 | 5  | 31 | 25 | 6   |
| 7    | UAI Urquiza          | 37 | 25 | 10 | 7  | 8  | 32 | 31 | 1   |
| 8    | Los Andes            | 36 | 25 | 10 | 6  | 9  | 25 | 24 | 1   |
| 9    | Talleres (RdE)       | 35 | 25 | 9  | 8  | 8  | 28 | 26 | 2   |
| 10   | San Telmo            | 35 | 25 | 10 | 5  | 10 | 28 | 27 | 1   |
| 11   | Defensores Unidos    | 34 | 25 | 8  | 10 | 7  | 24 | 24 | 0   |
| 12   | Flandria             | 33 | 25 | 7  | 12 | 6  | 34 | 27 | 7   |
| 13   | Deportivo Armenio    | 30 | 25 | 8  | 6  | 11 | 29 | 35 | –6  |
| 14   | Argentino de Quilmes | 27 | 25 | 7  | 6  | 12 | 20 | 33 | –13 |
| 15   | San Miguel           | 25 | 25 | 5  | 10 | 10 | 18 | 27 | –9  |
| 16   | Colegiales           | 20 | 25 | 4  | 8  | 13 | 24 | 36 | –12 |
| 17   | Sacachispas          | 18 | 25 | 2  | 12 | 11 | 17 | 31 | –14 |
| 18   | Fénix                | 18 | 25 | 4  | 6  | 15 | 16 | 32 | –16 |

Fonte: AFA (em castelhano)

## Estatísticas

### Artilharia
| Pos. | Jogador         | Time              | Gols |
| ---- | --------------- | ----------------- | ---- |
| 1    | Milton Giménez  | Comunicaciones    | 13   |
| 2    | Christian Soria | Deportivo Armenio | 12   |
| 4    | Manuel López    | Flandria          | 11   |
| 4    | Daniel Vega     | UAI Urquiza       | 11   |
| 5    | Franco Toloza   | Colegiales        | 7    |

Fonte: AFA (em castelhano)